# Sachari Schandow

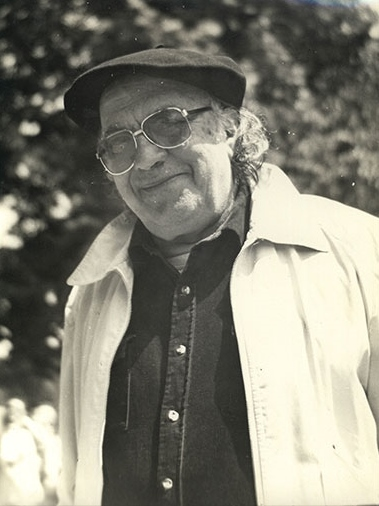
Sachari Schandow

Sachari Kostow Schandow (bulgarisch Захари Костов Жандов; * 1. Oktober 1911 in Rustschuk; † 1. Februar 1998 Sofia) war ein bulgarischer Filmregisseur.

## Leben
Er studierte zunächst Mathematik und dann Verwaltungswissenschaften an der Universität für National- und Weltwirtschaft. Schandow gilt als einer der Pioniere des Films im sozialistisch geprägten Bulgarien und wurde zu einem wichtigen Filmregisseur des Landes. Er betätigte sich auch als Drehbuchautor und Kameramann.
1957 wurde sein Film Am Anfang war es Liebe auf den Internationalen Filmfestspielen von Cannes für die Goldene Palme nominiert. 1969 gehörte er der Jury des 6. Internationalen Filmfestivals Moskau an.
Er wurde als Held der Sozialistischen Arbeit und mit dem Dimitrow-Preis ausgezeichnet.

## Filmografie
- Edin den v Sofia, Kurzfilm, 1946 (auch Drehbuch und Kamera)
- Hora sred oblatzite, Kurzfilm 1946 (auch Drehbuch und Kamera)
- Trevoga, 1951 (deutsch: Trevoga, 1952) (auch Kamera)
- Septemvriytzi, 1954 (deutsch: Der große September, 1955)
- Zemya, 1957, (deutsch: Am Anfang war es Liebe, 1958)
- Otvad horizonta, 1960 (deutsch: Fern am Horizont, 1961)
- Chernata reka, 1964
- Razbudeni sled vekove, Kurzdokumentation, 1964 (auch Drehbuch)
- Shibil, 1968 (deutsch: Schibil oder die Liebe des Heiducken, 1969) (auch Drehbuch)
- Ptitzi dolitat, 1971 (deutsch: Vögel kehren zurück, 1972) (auch Drehbuch)
- Birds Come Flying to Us, 1973 (Folge des CBS Children's Film Festival)
- Boyanskiyat maystor, 1981 (deutsch: Der Meister von Bojana, 1982) (auch Drehbuch)